# Johan Adolf Olivecreutz
Johan Adolf Olivecreutz, född 27 december 1775, död 23 maj 1836 på Attorp i Säms socken, Älvsborgs län, var en svensk ämbetsman. Han var son till Johan Olivecreutz, far till Wilhelm Olivecreutz och svärfar till Peter Holmertz.
Olivecreutz blev student vid Åbo akademi 1789, extra ordinarie kanslist i justitierevisionsexpeditionen 1793, auskultant i Göta hovrätt samma år och vice häradshövding 1798. Han erhöll häradshövdings fullmakt 1802. Olivecreutz blev kopist i justitiefördelningen av
Kungliga kansliet 1803, kanslist där 1805 och protokollssekreterare 1807. Han var 1811–1835 lagman i Hallands lagsaga. Olivecreutz vilar på Dalstorps gamla kyrkogård.